# Свети Димитър (Аспрула)
Вижте пояснителната страница за други значения на Свети Димитър.
„Свети Димитър“ (на гръцки: Αγίου Δημητρίου) е късносредновековна православна църква в населишкото село Аспрула (Велища), Егейска Македония, Гърция, част от Сисанийската и Сятищка епархия.
Църквата е отпреди 1500 година, а иконите в нея са от XVI век. Според други източници храмът е от XVIII век.